# 夏居瑠奈
夏居瑠奈（日语：なつい るな；1995年11月7日—）是日本前女演員，東京都出身。

## 人物
0至3歲時成為嬰兒模特兒，4歲進入幼兒園後專注於學業。小四因為在一次夏日廟會被挖掘，正式進入演藝圈。小五與西森愛美一同參與雜誌「Ribon」2007年少女大賞。後來成為雜誌「Hana*chu」專屬模特兒。
2010年，她在《侍戰隊真劍者》最後六話中飾演「志葉薰/18代真劍紅」為最出名之一。因為她是超級戰隊系列首位女性紅色戰士，故此她在之後《海賊戰隊豪快者》第11-12話和劇場版《特命戰隊Go Busters VS 海賊戰隊豪快者 THE MOVIE》中取代原作品飾演「志葉丈瑠/19代真劍紅」的松坂桃李獲得演出機會。
2017年11月29日，本人在部落格宣布與星塵傳播合約到期，加上為了追夢而想學習新的事物，宣布引退。

## 演出作品

### 電視劇
- 《非常老爸》（朝日電視台、2007年）
- 《正義的夥伴》 飾演 中田槇子（少女期）（日本電視台、2008年）（第1至3集客串演出）
- 《侍戰隊真劍者》 飾演 志葉薰／18代真劍紅（朝日電視台、2009年 - 2010年）
- 《海賊戰隊豪快者》 飾演 志葉薰（朝日電視台、2011年 - 2012年）（第11至12集客串演出）[1]
- 《唐吉訶德》 飾演 岩倉貴子（少女期）（日本電視台、2011年）（第8集客串演出）
- 《假面騎士Fourze》 飾演 白川芽以（朝日電視台、2011年 - 2012年）（第30至32集客串演出）
- 《假面騎士EX-AID》 飾演 西脇莉子（朝日電視台、2016年 - 2017年）（第4集客串演出）

### 電影
- 《和豬豬一起上課的日子》 飾演 名波ルナ（2008年）
- 《天裝戰隊護星者VS真劍者 Epic on 銀幕》 飾演 志葉薰（2011年）[2]
- 《惡之教典》 飾演 小野寺楓子（2012年）
- 《特命戰隊Go Busters VS 海賊戰隊豪快者 THE MOVIE》 飾演 志葉薰／18代真劍紅（2013年）

## 外部連結
- 星塵傳播網站內的個人資料 （页面存档备份，存于） （日語）